# Gary Abraham

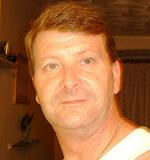
Gary Abraham

Gary Abraham (* 8. Januar 1959 in Southampton, England) ist ein ehemaliger britischer Schwimmer. Bei den Olympischen Spielen 1980 in Moskau gewann er mit der britischen 4-mal-100-Meter-Lagenstaffel die Bronzemedaille. 

## Karriere
Gary Abraham schwamm zunächst für den Southampton Swimming Club. Während seines Studiums an der University of Miami startete er für deren Sportteam.
Gary Abraham nahm 1975 an den Weltmeisterschaften in Cali teil und belegte den 19. Platz über 100 Meter Rücken sowie den 18. Platz über 200 Meter Rücken. Bei den Olympischen Spielen 1976 in Montreal erreichte Gary Abraham den 22. Platz im 100-Meter-Rückenschwimmen. In der Lagenstaffel wurde Abraham nur im Vorlauf eingesetzt, im Finale schwamm die Staffel mit James Carter als Rückenschwimmer auf den vierten Platz.
Zwei Jahre später fanden im August 1978 zunächst die Commonwealth Games 1978 in Edmonton statt. Dort belegte er über 200 Meter Rücken und über 100 Meter Schmetterling jeweils den siebten Platz. Über 100 Meter Rücken gewann er die Silbermedaille hinter dem Australier Glenn Patching. Die englische Lagenstaffel mit Gary Abraham, Duncan Goodhew, John Mills und Martin Smith erschwamm die Silbermedaille hinter der kanadischen Staffel. Eine Woche nach dem Abschluss der Commonwealth Games begannen in West-Berlin die Schwimmweltmeisterschaften 1978. Abraham verpasste als Zehnter knapp den Einzug ins Finale über 100 Meter Rücken und belegte den 12. Platz über 200 Meter Rücken. Die britische Lagenstaffel in der gleichen Aufstellung wie die englische Lagenstaffel in Edmonton gewann Bronze hinter den Staffeln aus den Vereinigten Staaten und aus der Bundesrepublik Deutschland.
Bei den Olympischen Spielen 1980 in Moskau erreichte Abraham dreimal das Finale. Zunächst belegte er den achten Platz über 100 Meter Rücken. Im Finale über 100 Meter Schmetterling schlug er als Sechster an, während David Lowe als Neunter den Finaleinzug knapp verpasst hatte. Die britische Lagenstaffel mit Gary Abraham, Duncan Goodhew, David Lowe und Martin Smith gewann die Bronzemedaille hinter den Australiern und der Staffel aus der Sowjetunion.